# Norwegia na Letnich Igrzyskach Olimpijskich 1972

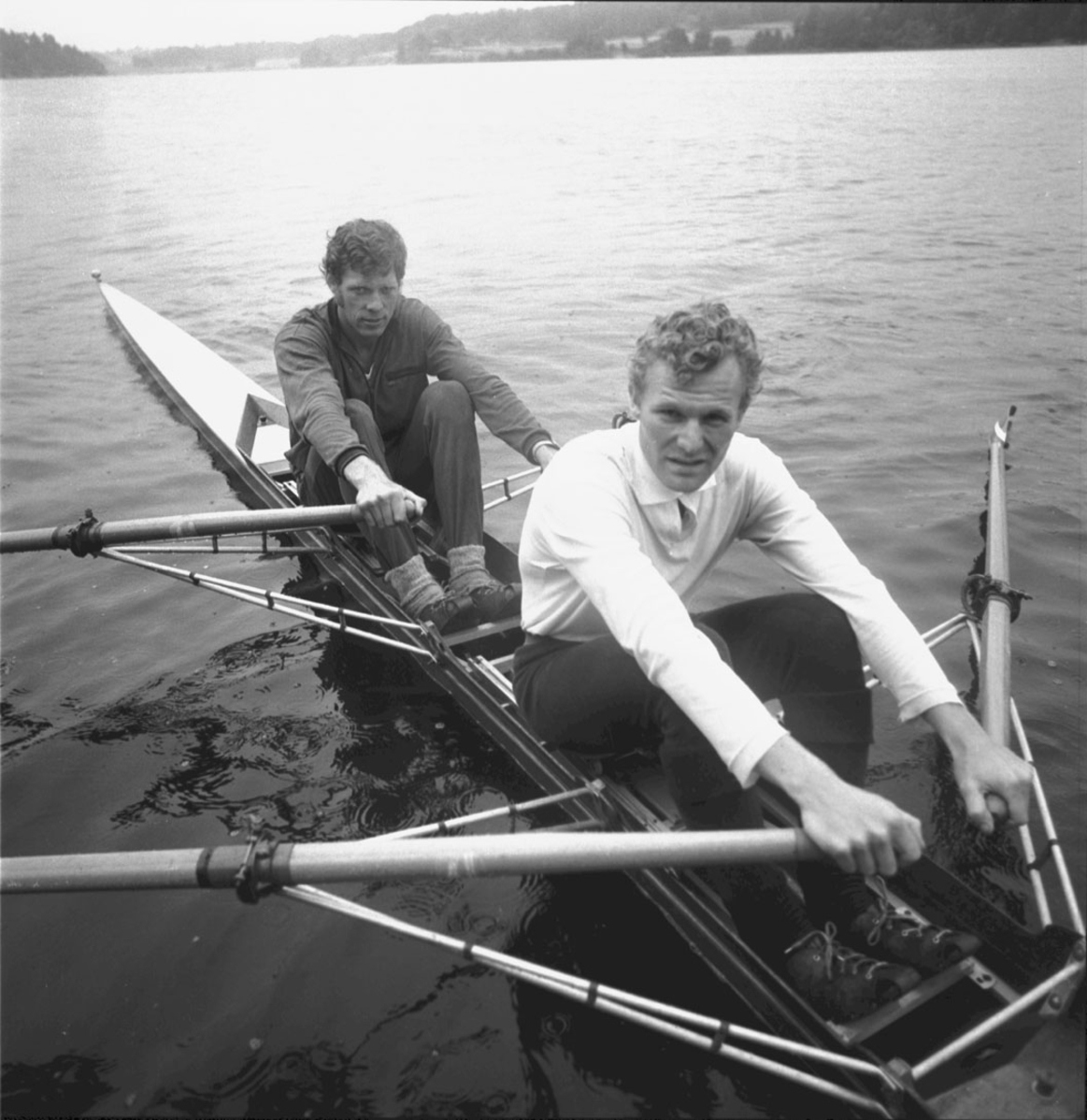
Frank Hansen, norweski wioślarz, który wraz z Sveinem Thøgersenem zdobył srebrny medal

Norwegię na Letnich Igrzyskach Olimpijskich 1972 w Monachium reprezentowało 112 zawodników: 101 mężczyzn i 11 kobiet. Był to 15. start reprezentacji Norwegii na letnich igrzyskach olimpijskich.
Najmłodszym norweskim zawodnikiem na tych igrzyskach był 13-letni wioślarz, Jørgen Cappelen, natomiast najstarszym 47-letni żeglarz, Jan-Erik Aarberg. Chorążym reprezentacji podczas ceremonii otwarcia był zapaśnik, Harald Barlie.

## Zdobyte medale
| Medal    | Zawodnik                                            | Dyscyplina             | Konkurencja                        | Data       |
| -------- | --------------------------------------------------- | ---------------------- | ---------------------------------- | ---------- |
| · Złoto  | Knut Knudsen                                        | · Kolarstwo torowe     | Wyścig indywidualny na dochodzenie | 1 września |
| · Złoto  | Leif Jenssen                                        | · Podnoszenie ciężarów | Waga lekkociężka mężczyzn          | 2 września |
| · Srebro | Frank Hansen Svein Thøgersen                        | · Wioślarstwo          | Podwójna dwójka                    | 2 września |
| · Brąz   | Egil Søby Steinar Amundsen Tore Berger Jan Johansen | · Kajakarstwo          | K-4 1000 m                         | 9 września |